# Ministerstwo Gospodarki i Konkurencyjności
Ministerstwo Gospodarki i Konkurencyjności (hiszp. Ministerio de Economía y Competitividad) – resort odpowiedzialny za proponowanie i wdrażanie polityki rządu w zakresie gospodarki i poprawy konkurencyjności, badań naukowych, rozwoju technologicznego i innowacji we wszystkich sektorach. Zajmuje się też wspieraniem biznesu. Od 21 grudnia 2011 ministrem jest Luis de Guindos.